# ياوتسو
ياوتسو (باليابانية: 八百津町) هي بلدية في اليابان، وبلدة في اليابان، تقع في مقاطعة كامو، بلغ عدد سكانها 10,430  نسمة وذلك حسب إحصائيات سنة 2018، تبلغ مساحتها 128.79 كيلومتر مربع.

## الموقع
تشترك في الحدود مع:
- إينا، غيفو
- ميزونامي غيفو
- مقاطعة كامو  [لغات أخرى]‏
- كاني غيفو
- مينوكامو غيفو
- مقاطعة كاني  [لغات أخرى]‏.